# 構造窗

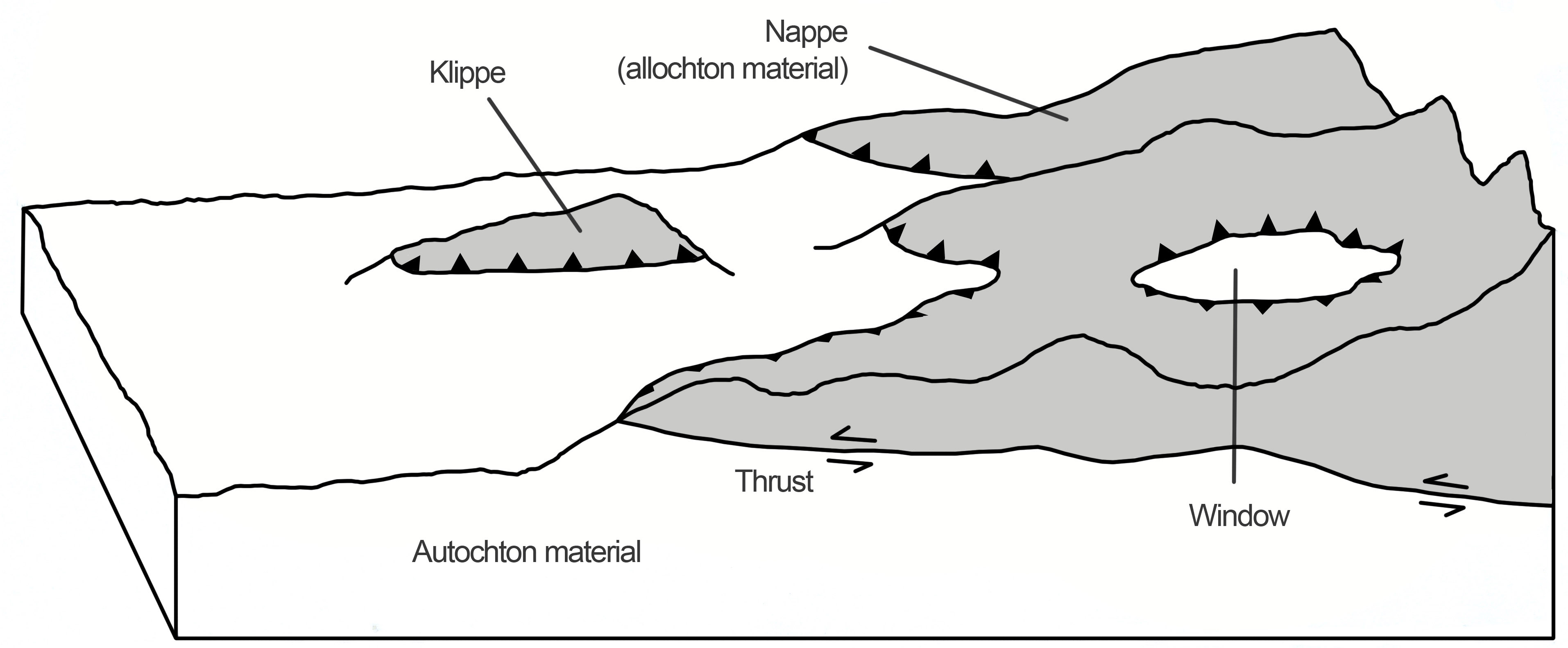
逆断层示意圖断层上盤稱爲推覆體，它遮蓋底下的原地岩体。推覆體的洞曝露原地岩体，為構造窗，推覆體被侵蝕后留下的山峰，稱爲飞来峰

構造窗（德語：fenster）是指推覆體或大型逆掩斷層的上盤岩席在侵蝕作用下蝕穿斷層面，使下盤岩石局部出露地表形成的上盤岩席環繞、四周以斷層線為界的下盤局部露頭。大小可以從幾米到數百公里，典型的構造窗的是東阿爾卑斯山脈的陶恩构造窗（亦称上陶恩山构造窗）和西喀爾巴阡山脈的 Hrzdavá dolina 構造窗。